# パソコン基礎検定試験
パソコン基礎検定試験は、財団法人 全日本情報学習振興協会が主催・運営する民間の検定試験である。文部科学省後援。
この検定試験は、小・中学生を対象として、正しいタイピング技術や入力速度からワープロ・表計算の基礎まで、将来の日本社会に貢献するパソコン技術の基礎を修得していることを認定するものである。

## 試験内容
小・中学生を試験対象としており、高校生以上の受験は認められていない。CBT(Computer Based Testing)を利用した試験形式のため、筆記試験は実施されない。
各級ごとの試験内容は以下の通り。
| 級             | 1級                                                     | 2級                                                     | 3級                                       | 4級              |
| -------------- | ------------------------------------------------------- | ------------------------------------------------------- | ----------------------------------------- | ---------------- |
| 制限時間       | 10分                                                    | 10分                                                    | 10分                                      | 10分             |
| 入力速度       | 正味800字以上                                           | 正味500字以上                                           | 正味300字以上                             | 正味200字以上    |
| 制限時間       | 30分                                                    | 30分                                                    | 30分                                      | 30分             |
| 文書作成       | 表や図を配置した文書作成                                | 表や図を配置した文書作成                                | 表や図を配置した文書作成                  | 文書作成         |
| 合格点         | 70点以上                                                | 70点以上                                                | 70点以上                                  | 70点以上         |
| 表計算・グラフ | 表計算機能の利用とグラフ作成 （棒・積み重ね・円グラフ） | 表計算機能の利用とグラフ作成 （棒・積み重ね・円グラフ） | 表計算機能の利用と グラフ作成（棒グラフ） | 表計算機能の利用 |
| 合格点         | 70点以上                                                | 70点以上                                                | 70点以上                                  | 70点以上         |

## 実施環境
OS
当検定で使用するCBTが、OSとしてWindows XPのみに対応しているため、Windows VistaやWindows 7、他社製OSによる実施はできない。
アプリケーションソフト
アプリケーションソフトとして、Microsoft Office（2003、2007、2010のいずれか）のWordとExcelが必要となる。